# 楊阜
楊阜（？—239前），字義山，天水冀人，东汉末年三國時期曹魏的官员，姜叙的表弟，早年以对抗马超而出名，后期则多次进谏曹睿。

## 生平
杨阜最初是凉州从事，為刺史張既提拔，後被凉州牧韦端派遣出使在许都掌控了汉献帝的曹操，受封为安定長史。当时曹操正与河北袁绍对峙，杨阜返回凉州后周围的人都问他对袁曹之争的看法，杨阜从性格上分析两人，认为曹操必胜，之后胜负果然如此。此后杨阜辞去自己不喜欢的长史这个职位，州牧韦端被提升为太仆，韦端之子韦康继任凉州刺史，任命杨阜为别驾。杨阜之后被举为孝廉，被曹操的丞相府选中，但是凉州却将其留下参与军事。
此后西凉军阀马超在渭南被曹操大军击败，向西败逃，曹操追至安定郡，却有苏伯在河间郡起兵反叛，只能收兵东回。杨阜进谏说：“马超有韩信、英布一样的武勇，深得羌人、胡人的信任，凉州等西方郡县都畏惧他，如果大军撤走，而不严格防备马超，则陇上的几郡必然失守。”曹操虽然认为他说的有理，但是最终仓猝撤军，而未善加准备。
建安十八年（213年）马超召集戎兵攻打陇上，各郡县都响应马超而投降，只有冀城在凉州刺史韦康和天水太守的指挥下坚守。马超得到张鲁派遣大将杨昂率军助阵，共约一万人，围攻冀城。杨阜率领自己的宗族子弟千余人帮助守城，派遣从弟杨岳在城墙上作偃月营，从正月一直坚守到八月，但是曹操方面仍然没有派出救兵。韦康派遣别驾阎温潜水出城求救，被马超军队抓获杀死，刺史韦康和天水太守惊慌失色，商量投降马超。杨阜哭劝韦康，宁愿死守而不投降，韦康不听，开城门请和投降。马超入城后，杀死韦康及天水太守，拘禁杨岳。
杨阜因此怀着报复马超之心，不过未得机会。此后正好他妻子去世，杨阜以此为借口向马超请假去安葬妻子，而得以离开冀城来到历城。杨阜的表兄姜叙身在历城，而杨阜从小就在姜叙家长大。杨阜与姜叙商议对付马超，姜叙母亲也大力赞成，于是与历城当地及周边各地的姜隐、赵昂、赵衢许多人一起约定计划，并派遣从弟杨谟返回冀城通知了杨岳。九月，杨阜和姜叙在卤城起兵，马超得知后果然亲自从冀城出兵，于是杨谟与同谋的赵衢放出杨岳，关闭冀城门断了马超的退路，又杀死了马超的妻儿。马超袭击历城，杀死了姜叙的母亲和儿子，又与杨阜交战，杀死了七个他宗族的兄弟，杨阜本人也五处负伤。马超于是南去投奔张鲁。
杨阜因此受到曹操封赏，是討伐馬超有功被封为关内侯的十一人之一。此后一直為曹魏之臣，担任武都郡太守十多年，征举为城门校尉，又迁少府，多次直谏魏明帝曹叡。由于魏明帝经常不听他的进谏，杨阜多次辞职，但都没有被批准。不久后去世，死时家無餘財。

## 軼事
都護曹洪在漢中之戰击退張飛、馬超等大辦慶功宴，期間令歌女跳脫衣舞，也令當時同席人員見笑，楊阜因此厲聲譴責曹洪，使曹洪停止脫衣舞，令當時的場面頓然嚴肅。

## 家族
- 堂弟：杨岳、杨谟[4]
- 孫：楊豹，继承祖父的爵位。

## 延伸阅读
[在维基数据编辑]
 《三國志/卷25》，出自陳壽《三國志》